# Batalla d'Adrianòpolis (1254)
La batalla d'Adrianòpolis de 1254 es va lliurar entre l'Imperi de Nicea i el Segon Imperi Búlgar a finals d'aquell any, poc després de la mort de l'emperador nicè Joan III Ducas Vatatzes.
El 1255 el tsar búlgar Miquel Assèn va voler recuperar els territoris perduts a Macedònia i Tràcia i va envair aquestes regions, però les tropes romanes de Nicea sota Teodor II Làscaris van avançar sobtadament i s'hi van enfrontar a Adrianòpolis, van agafar els búlgars desprevinguts i els van derrotar completament, posant de fet final a l'Imperi Búlgar.